# Фогаса, Натан
Натан Уилиам Фогаса (порт. Nathan Uiliam Fogaça; род. 9 июня 1999, Палмейра, Парана) — бразильский футболист, нападающий клуба «Портленд Тимберс».

## Клубная карьера
Фогаса — воспитанник клуба «Коритиба». 6 июня 2018 года в матче против КРБ он дебютировал в бразильской Серии B. 25 июля в поединке против «Гояса» Натан забил свой первый гол за «Коритибу». В 2019 году Фогаса помог клубу выйти в элиту. 13 августа 2020 года в матче против «Байи» он дебютировал в бразильской Серии A. 1 апреля 2021 года Фогаса на правах аренды перешёл в американский клуб «Сан-Антонио». 1 мая в матче против «Колорадо-Спрингс Суитчбакс» он дебютировал в Чемпионшипе ЮСЛ. 17 июля в поединке против «Колорадо-Спрингс Суитчбакс» Натан сделал «дубль», забив свои первые голы за «Сан-Антонио». По окончании аренды он вернулся в «Коритибу».
22 апреля 2022 года Фогаса перешёл в американский клуб «Портленд Тимберс 2», подписав двухлетний контракт до конца сезона 2023. В MLS Next Pro дебютировал 24 апреля в матче против «Реал Монаркс». 5 мая Фогаса подписал контракт с первой командой «Портленд Тимберс» до конца сезона 2022 с опциями продления на сезоны 2023 и 2024. Свой дебют в MLS, 14 мая в матче против «Спортинга Канзас-Сити», отметил дублем. 13 января 2023 года «Портленд Тимберс» задействовал опцию продления контракта с Фогасой на сезон 2023. 7 сентября Фогаса был отдан в аренду «Сан-Антонио» на оставшуюся часть сезона 2023. По окончании сезона 2023 «Портленд Тимберс» задействовал опцию продления контракта с Фогасой на сезон 2024.